# Petrichor

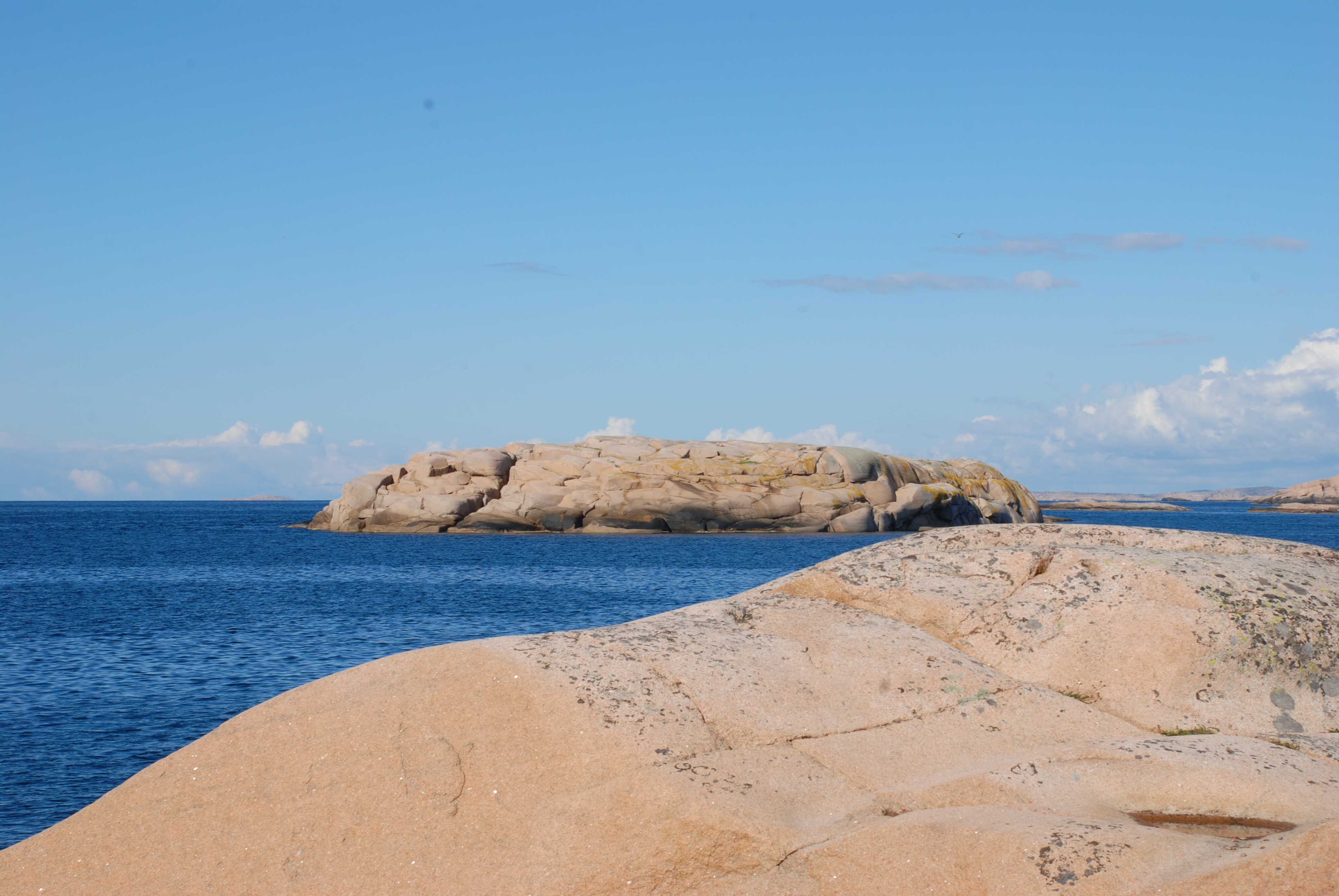
Doften petrichor skapas på hårda torra ytor av exempelvis sten, som klipphällar, som utsätts för vind och sol. Doften framträder sedan tydligare när det regnar.

Petrichor ([ˈpɛtrɪkɔr]) är en jordig doft som förekommer på hårda torra ytor av exempelvis sten och asfalt utsatta för sol och vind. Doften framträder sedan tydligare när det regnar. Ordet är konstruerat av grekiskans πέτρα (petri) som betyder "sten" och ἰχώρ (ichor), som inom grekisk mytologi är beteckningen på gudarnas blod. Doften beskrevs vetenskapligt och fick sitt namn på 1960-talet av de två australienska forskarna Isabel Bear och Richard Thomas, som publicerade sina resultat i mars 1964, i tidskriften Nature.

## Mekanism

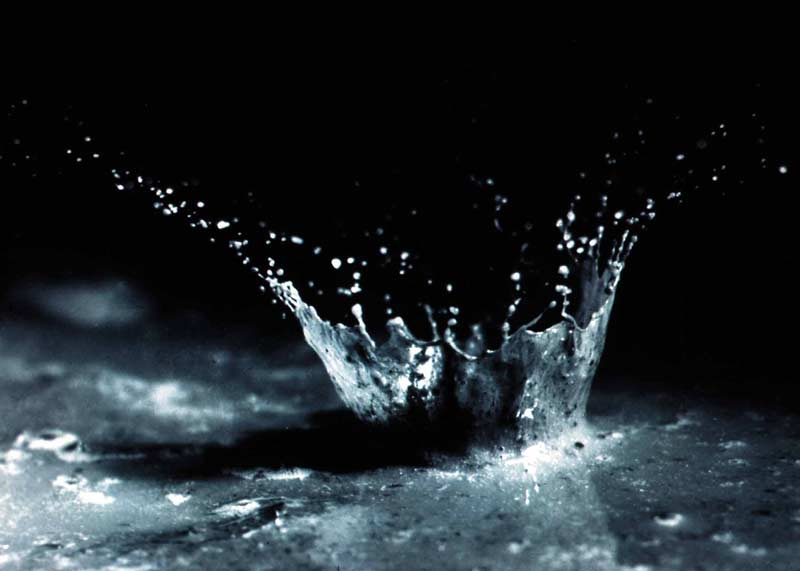
Doften petrichor sprids med aerosoler när det regnar, och når då våra luktorgan.

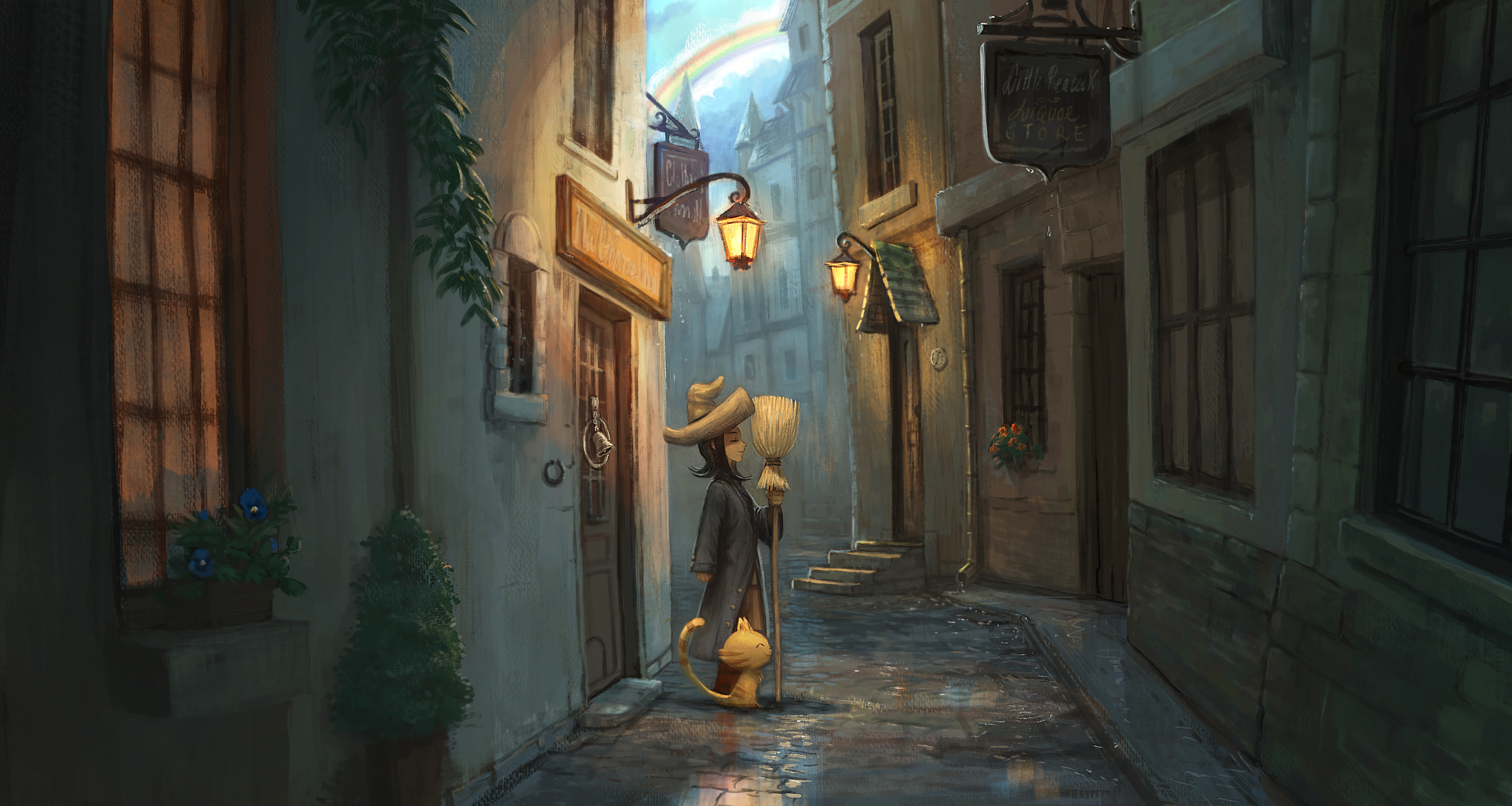
"The after rain smell" (2023) av David Revoy med titelkaraktärerna från Pepper&Carrot illustrerar konceptet petrichor

När hårda ytor av exempelvis sten och asfalt utsätts för sol och vind sker kemiska reaktioner på ytan. Utöver detta finns det bakterier som skapar vissa ämnen och mikroorganismer som bryts ned. Allt detta sammantaget ger upphov till lukten petrichor. Om man ligger på en solig klippa vid havet kan man känna lukten och bergsklättrares fingrar luktar av petrichor efter att de har klättrat.
Det viktigaste ämnet i denna doft är geosmin som kommer från mikroorganismer, som bakterier, och är ett av de doftämnen som människan är allra mest känslig för. I höga koncentrationer luktar geosmin mögel.
När det regnar slår vattendropparna mot de hårda ytorna vilket skapar aerosoler, alltså väldigt små droppar som kan sväva och som bär med sig de olika ämnena som bildats på ytorna, och som på detta sätt när våra luktorgan. Ju lättare regn desto mer känns doften, eftersom ämnena snabbt sköljs bort vid ett kraftigt regn.